# Amtsgericht Norderstedt

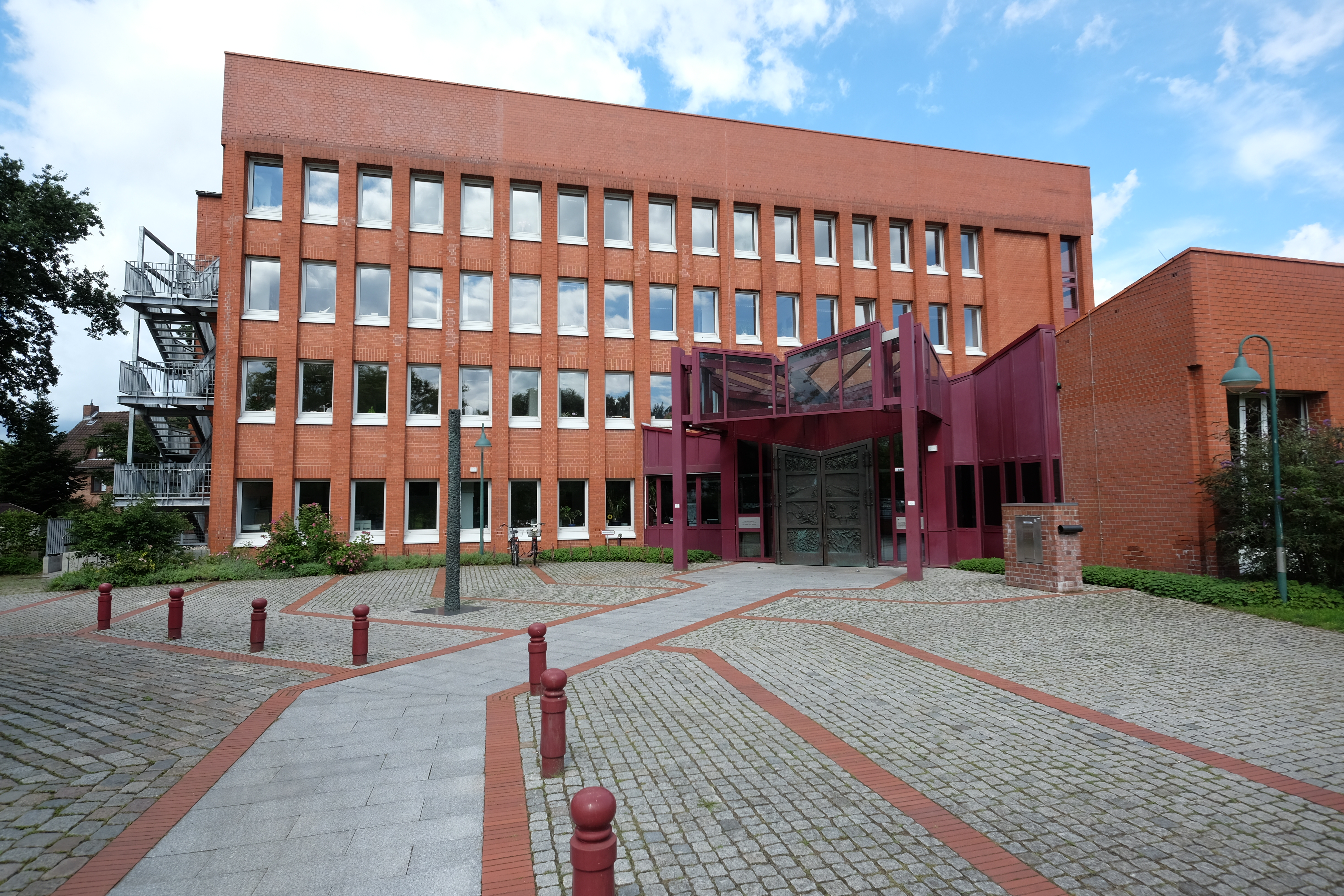
Gebäude des Amtsgerichts

Das Amtsgericht Norderstedt (bis 1970: Amtsgericht Garstedt) ist ein deutsches Gericht der ordentlichen Gerichtsbarkeit. Es ist eines von sieben Amtsgerichten im Bezirk des Landgerichts Kiel und eines von 22 Amtsgerichten im Land Schleswig-Holstein. Direktor des Gerichts ist Wolf Reinhardt Wrege.

## Gerichtssitz und -bezirk

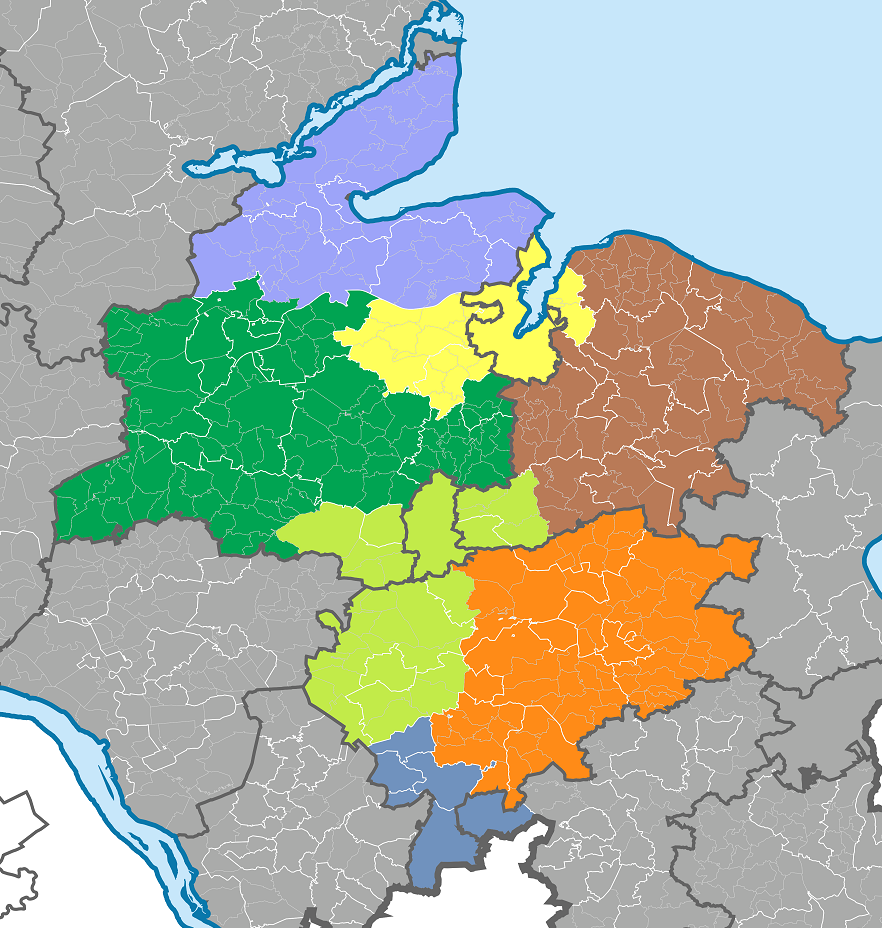
Gerichtsbezirke der dem LG Kiel nachgeordneten Amtsgerichte
AG Eckernförde
AG Rendsburg
AG Kiel
AG Plön
AG Neumünster
AG Bad Segeberg
AG Norderstedt

Das Gericht hat seinen Sitz in der Stadt Norderstedt.
Der Gerichtsbezirk umfasst die folgenden Städte und Gemeinden.
| - Alveslohe, - Ellerau, - Henstedt-Ulzburg, - Kaltenkirchen, - Norderstedt und - Tangstedt. |

## Gerichtsgebäude
Untergebracht ist das Gericht unter der Anschrift Rathausallee 80 in Norderstedt-Mitte.

## Geschichte
1959 wurde in Garstedt eine Zweigstelle Garstedt des Amtsgerichts Pinneberg gebildet. Diese wurde 1962 als Amtsgericht Garstedt selbständig. Nach der Gründung Norderstedts 1970 wurde es in das Amtsgericht Norderstedt umgewandelt. Ebenfalls zum 1. Januar 1970 wechselte das Gericht aus dem Sprengel des Landgerichts Itzehoe zum Landgericht Kiel.

## Übergeordnete Gerichte
Das Amtsgericht Norderstedt ist Eingangsgericht. Ihm übergeordnet ist das Landgericht Kiel sowie im weiteren Instanzenzug das Schleswig-Holsteinische Oberlandesgericht und der Bundesgerichtshof.